# Costus plicatus
Costus plicatus är en enhjärtbladig växtart som beskrevs av Paulus Johannes Maria Maas. Costus plicatus ingår i släktet Costus och familjen Costaceae. Inga underarter finns listade.